# Marius Petipa
Marius Petipa (Marsiglia, 11 marzo 1818 – Gurzuf, 1º luglio 1910) è stato un ballerino e coreografo francese.
Maestro di danza e primo maître de ballet del balletto imperiale di San Pietroburgo, Russia, tra il 1862 e il 1905 circa, fu creatore di oltre cinquanta balletti, molti dei quali permangono nel repertorio classico odierno. Formato alla scuola francese, Petipa ha sviluppato considerevolmente la tecnica del Balletto influenzando in modo particolare l'evoluzione e lo sviluppo della scuola russa. Molte delle sue coreografie sono state salvate da Nikoláj Grigor'evič Sergéev in quella che è nota come la "Collezione Sergéev".

## Biografia

### La giovinezza: studi e successi (1825 - 1844)
Marius Petipa nasce a Marsiglia, l'11 marzo 1818 con il nome di Victor Marius Alphonse Petipa. Il padre Jean-Antoine Petipa era un famoso ballerino, coreografo e insegnante ed insegnò danza classica ai figli Marius e Lucien. Lucien ebbe molto successo come ballerino, creando diversi ruoli principali, tra cui il ruolo di Albrecht, nel balletto Giselle. La madre, Victorine Grasseau, era una nota attrice tragica e insegnante di teatro. Alla nascita di Marius, il padre era Premier Danseur (Primo Danzatore) presso il Grand-Théatre de Marseille e nell'anno 1819 fu nominato Maître de Ballet del teatro. Il giovane Marius passò l'infanzia viaggiando per l'Europa con la famiglia poiché gli impegni professionali dei genitori costringevano a continui trasferimenti da una città all'altra. Nel 1824 la famiglia si stabilì a Bruxelles, in Belgio e a sette anni Marius iniziò lo studio della danza anche se il suo interesse per questa disciplina non era primario. Ricevette un'educazione generale presso il Grand College di Bruxelles e frequentò contemporaneamente il Conservatorio dove studiò violino. A Bruxelles avvenne il suo debutto: al Théâtre de la Monnaie, Marius calcò per la prima volta il palco di un teatro in una rappresentazione ufficiale. L'opera inscenata fu La Dansomanie, di Pierre Gardel, nel 1831 per opera del padre Jean-Antoine.
La rivoluzione belga che scoppiò negli anni '30 portò la famiglia Petipa ad una forte crisi finanziaria. Il padre perse il lavoro e tutta la famiglia fu costretta ad emigrare a Bordeaux nel 1834. Qui il padre ottenne il posto di Premier Maître de Ballet al Grand Théâtre de Bordeaux. In quella città Marius completò gli studi accademici sotto la guida del grande Auguste Vestris. Nel 1838 Petipa fu nominato Premier danseur per il Ballet de Nantes e a Nantes il giovane Petipa iniziò a comporre le sue prime coreografie creando una serie di balletti in un atto e alcuni divertissement.
Nel 1839 padre e figlio dunque girarono tutto il Nord America in tournée con un gruppo di ballerini francesi. In America non andò benissimo perché il pubblico americano ancora non aveva la capacità di apprezzare il balletto classico. Ritornato in Europa, il giovane Petipa ebbe un grandissimo successo: fu scelto come protagonista in numerosi balletti, come Giselle e La Fille Mal Gardée. In La Péri, il giovane Petipa danzò assieme alla celebre Carlotta Grisi: il duo rimase nella storia della danza classica. Tornato a Bordeaux, Marius Petipa coreografò alcuni lavori propri, tra cui La Jolie Bordelaise, La Vendange, L'Intrigue Amoureuse e Le Langage des Fleurs.

### Madrid, 1845: Teatro Reale di Spagna
Nel 1845, a seguito del fallimento dell'impresario di Bordeaux, Marius venne ingaggiato dal Teatro del Re a Madrid, Spagna. Inizialmente la sua esperienza spagnola, che durò poco più di due anni, comprendeva solamente la danza e non la coreografia: lì studiò nel frattempo le danze spagnole. L'influenza della nuova conoscenza portò Petipa a sperimentare nuove coreografie: nacquero così i balletti Carmen et son Toréro, La Perle de Séville, L'Aventure d'une fille de Madrid, La Fleur de Grenade e Départ pour la course des taureaux.

### San Pietroburgo, 1847: Teatro Mariinskij

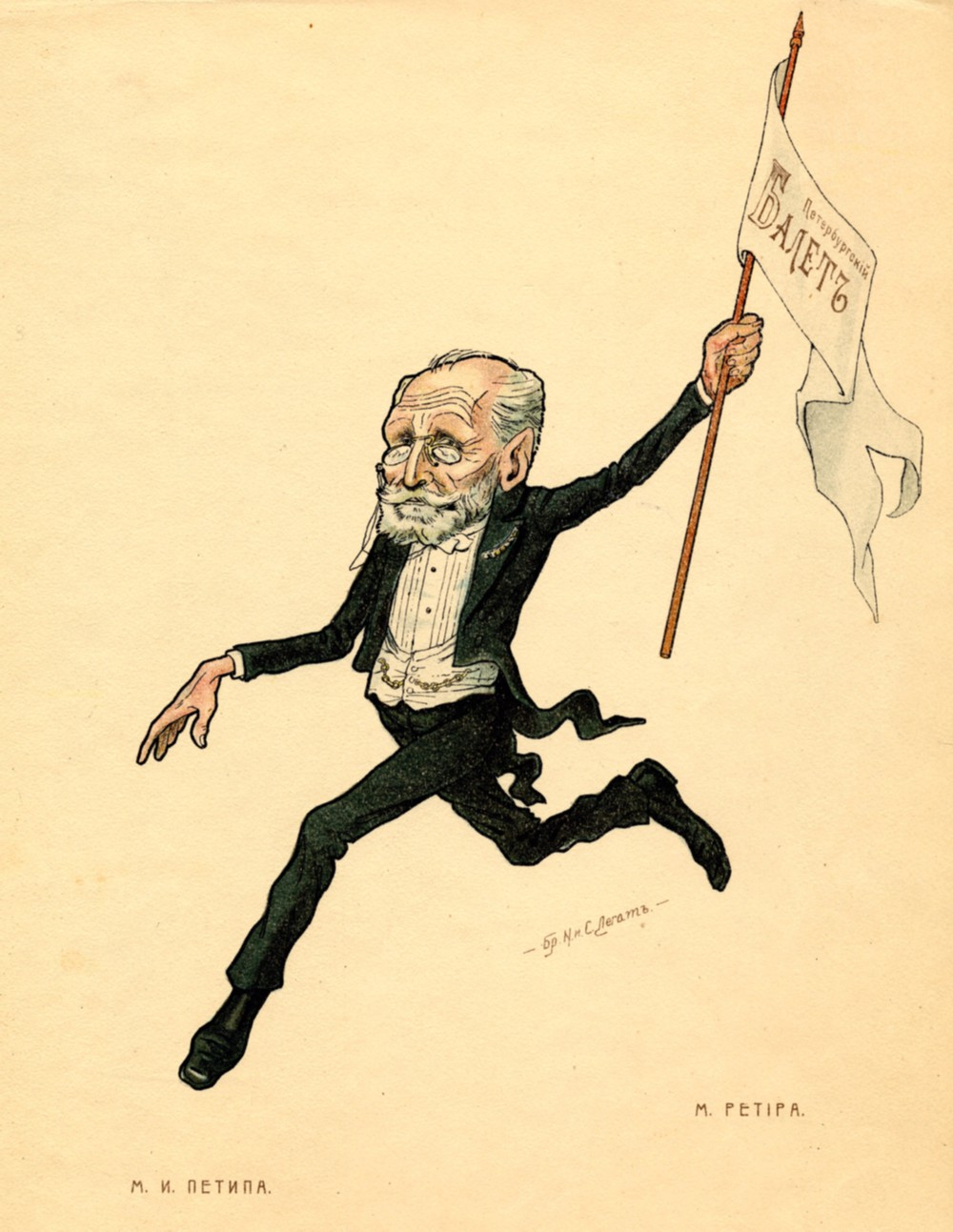
Caricatura di Marius Petipa

Il 24 maggio 1847, in seguito ad una relazione con la marchesa di Chateaubriand, il ventinovenne ballerino dovette abbandonare la Spagna e si recò a San Pietroburgo su suggerimento del Maître de Ballet Antoine Titus: lì fu offerto al giovane un contratto di un anno come primo ballerino in sostituzione di un altro francese, Emile Gredlu. Petipa fu allarmato quando seppe che la compagnia di balletto aveva appena iniziato una pausa di circa quattro mesi ma le sue preoccupazioni scomparvero presto dopo aver saputo che avrebbe ricevuto comunque il compenso.
Marius debuttò a fianco di un altro ballerino in Paquita di Joseph Mazilier, per il Balletto Imperiale e la sua esibizione, secondo la critica del tempo, ebbe molto successo, soprattutto nel ruolo mimico di Lucien d'Hervilly.
Nel febbraio del 1848 produsse, insieme al padre, Le Diable amourex, sempre di Joseph Mazilier. Quando Maria Taglioni lasciò San Pietroburgo nel 1842, la gloria e la bellezza del balletto della città stavano diminuendo sempre di più. Fu grazie a Petipa che si iniziò in Russia una nuova stagione della danza. A questo proposito il critico russo Raphael Zotov scrisse di aver assistito alla rinascita della compagnia e all'ulteriore crescita di livello del balletto russo, grazie soprattutto alla produzione di Paquita e di Satanella (il nome con cui Le Diable amoreux sbarcò in Russia). L'anno successivo, l'ormai trentenne ballerino coreografò il suo primo balletto Leda (o Il lattaio svizzero).
La capacità di ricostruire vecchi balletti e creare danze nuove è solo la conseguenza della grande attività giovanile: viaggiando tra la Spagna e la Francia, prima di approdare in Russia, compose più di quindici balletti, con passi e stili sempre diversi. La maturità completa sarebbe però arrivata dopo alcuni anni.
Nella seconda metà dell'Ottocento, la stella di Jules Perrot, subentrato a San Pietroburgo al posto di Petipa insieme a Arthur Saint-Léon, si stava spegnendo. Petipa decise dunque di tornare a coreografare, proponendo i balletti Un mariage au temps de la Régence nel 1858; La marche des innocents nel 1859; The Blue Dahlia nel 1860. Questi balletti furono inoltre la piattaforma di lancio per la ballerina Maria Sergeyevna Surovshchikova, moglie di Petipa dal 1854, dalla quale ebbe tre figli: tra questi Marie Mariusovna divenne un'importante ballerina.

### La rivelazione, 1862: nascita di un coreografo
Nel 1858, a causa dell'età non più giovane, Petipa smise di danzare scegliendo come alternativa la coreografia. Il successo da coreografo arrivò nel 1862 con il balletto La Fille du Pharaon (La Figlia del Faraone), basato su un racconto di Théophile Gautier. In seguito a questo successo, Petipa fu designato come uno dei maestri di balletto della compagnia. Immediatamente riuscì a spodestare Saint-Léon, succeduto a Perrot, portando al successo la moglie Surovshchikova, in rivalità con Marfa Muravieva, prediletta di Saint-Léon. Pochi anni più tardi, nel 1869, Petipa venne incaricato di gestire e farsi carico del Balletto Imperiale: quest'anno coincide anche con la prima mondiale del balletto Don Chisciotte. Il successo era nuovamente dietro l'angolo.
Iniziò così l'epoca dei cosiddetti balletti à grand spectacle: primi tra queste nuove produzioni furono Le Roi Candaules nel 1868 e la celebre La Bayadère nel 1877.

### Lo Specchio magico, il nuovo secolo, il declino
Nel 1882, Petipa sposò in seconde nozze una ballerina del Balletto di Mosca, la giovane Lubova Leonidovna: inizia l'ultimo capitolo della sua vita, dopo 56 anni di servizio per una stessa compagnia di balletto. Nel 1895 lavora con Lev Ivanov per il riallestimento de Il lago dei cigni di Čajkovskij coreografando il primo e il terzo atto. Benché ufficialmente definito maestro di balletto a vita, l'ultima sua opera, Lo specchio magico, si rivelò un disastro. Il balletto fu creato all'inizio del nuovo secolo, nel 1902. L'ormai ultraottantenne Petipa si ritirò a vita privata, anticipando la pensione e non concludendo la stagione.
Tre anni più tardi, nel 1906, vennero pubblicate le sue memorie e fu colpito da una grave malattia: questa portò il coreografo a prendere la decisione di tornare a Gurzuf nel 1907 dove morì il 14 luglio 1910, lasciando un'impronta indelebile nel balletto classico. Venne sepolto nel Cimitero Tichvin del Monastero di Alexander Nevskij.

## Opere

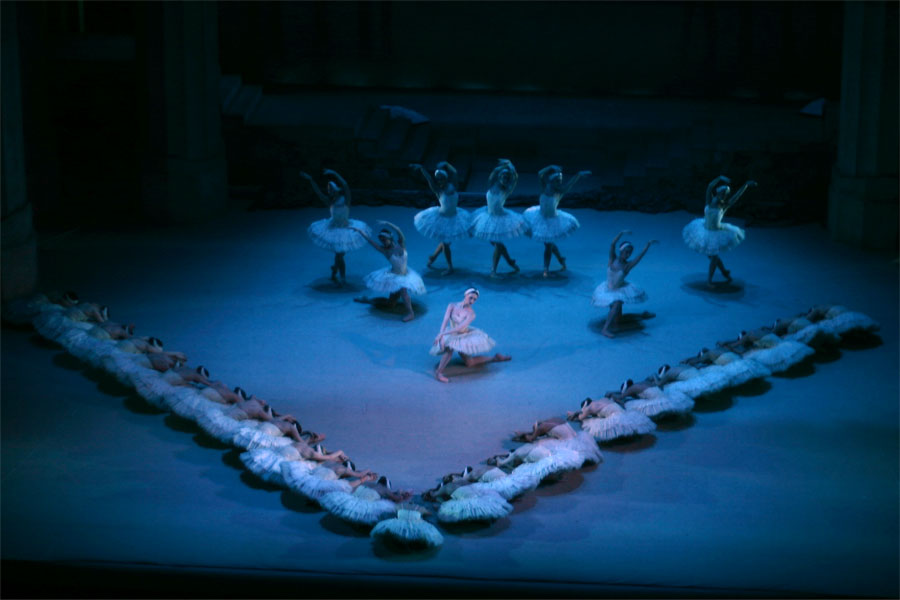
Il lago dei cigni - coreografia ripresa dal repertorio di Rudol'f Nureev e Marius Petipa.

Il repertorio di balletti del coreografo è estremamente vasto ed eterogeneo: compaiono infatti diverse tipologie di storie, dal racconto egizio alle fiabe classiche; dalle rappresentazioni orientali alla tradizione spagnola. Tra le innumerevoli opere di Petipa, spiccano, per la loro importanza storica, circa una decina di balletti:
Le Corsaire
Quando all'inizio del 1860 Petipa divenne il secondo maestro di balletto e Perrot lasciò la Russia, Arthur Saint-Léon, maestro di balletto, decise di produrre Le Corsaire in una veste nuova. Il 24 gennaio 1863 Petipa presentò una versione completamente revisionata, mettendo in risalto la figura di prima ballerina della moglie, Marija Surovščikova-Petipa. Le musiche furono commissionate a Cesare Pugni, che decise di aggiungere brani e modificare lo spartito già esistente.
Il III atto venne poi modificato, soprattutto per quanto riguarda il pas: originariamente presentava solo una variazione, mentre Petipa decise di portarlo entro gli schemi classici, costituendo il Grand Pas de Trois des Odalisques.

- La Figlia del Faraone
- La Bayadère
- La bella addormentata
- Cenerentola
- Il lago dei cigni
- Rajmonda

### Opere minori in ordine cronologico
| Anno | Titolo                             | Musica             | Note                                                 |
| 1838 | Le droit du Seigneur               | *                  | *                                                    |
| 1838 | La petite bohémienne               | *                  | *                                                    |
| 1838 | La noce à Nantes                   | *                  | *                                                    |
| 1840 | La jolie bordelaise                | *                  | *                                                    |
| 1841 | L'intrigue amoureuse               | *                  | *                                                    |
| 1842 | La vendange                        | *                  | *                                                    |
| 1844 | Le langage des fleurs              | *                  | *                                                    |
| 1845 | Carmen et son toréro               | *                  | *                                                    |
| 1845 | L'aventure d'une fille de Madrid   | *                  | *                                                    |
| 1845 | La perle de Séville                | *                  | *                                                    |
| 1846 | La fleur de Grenade                | *                  | *                                                    |
| 1845 | Départ pour la course des taureaux | *                  | *                                                    |
| 1849 | Leda - o Il lattaio svizzero       | Adalbert Gyrowetz  | Prima coreografia a San Pietroburgo                  |
| 1855 | L'étoile de Grenade                | *                  | *                                                    |
| 1858 | Un mariage au temps de la Régence  | Cesare Pugni       | Piattaforma di lancio per Maria Surovshchikova       |
| 1859 | La marche des innocents            | Cesare Pugni       | Piattaforma di lancio per Maria Surovshchikova       |
| 1860 | The Blue Dahlia                    | Cesare Pugni       | Piattaforma di lancio per Maria Surovshchikova       |
| 1863 | La belle du Libane                 | Cesare Pugni       | *                                                    |
| 1866 | Florida                            | Cesare Pugni       | *                                                    |
| 1867 | Faust                              | *                  | *                                                    |
| 1868 | Le roi Candaules                   | Cesare Pugni       | *                                                    |
| 1870 | Trilby                             | Georg Schmitt      | *                                                    |
| 1872 | La Camargo                         | Ludwig Minkus      | *                                                    |
| 1874 | Le papillon                        | Ludwig Minkus      | *                                                    |
| 1875 | Les brigands                       | Ludwig Minkus      | *                                                    |
| 1875 | Les aventures de Pélée             | *                  | *                                                    |
| 1877 | Roxanne                            | *                  | *                                                    |
| 1879 | La fille des neiges                | Ludwig Minkus      | *                                                    |
| 1881 | Zoraiya ou la maure à l'Espagne    | Ludwig Minkus      | *                                                    |
| 1881 | Pas de trois e Grand Pas           | Ludwig Minkus      | divertissement per Paquita                           |
| 1883 | Nuit et jour                       | Ludwig Minkus      | *                                                    |
| 1886 | Pas de deux e Pas de cinq bohémien | Riccardo Drigo     | divertissement per La Esmeralda                      |
| 1886 | Les pilules magiques               | Ludwig Minkus      | *                                                    |
| 1889 | Le talisman                        | Riccardo Drigo     | *                                                    |
| 1891 | Kalkabrino                         | Ludwig Minkus      | *                                                    |
| 1892 | Le réveil de Flore                 | Riccardo Drigo     | in collaborazione con Lev Ivanov                     |
| 1893 | Cendrillon                         | Riccardo Drigo     | in collaborazione con Lev Ivanov ed Enrico Cecchetti |
| 1896 | Halte de cavalerie                 | Ivan Armsheimer    | *                                                    |
| 1896 | La perle                           | Riccardo Drigo     | *                                                    |
| 1896 | Barbe-bleue                        | Pëtr Šenk          | *                                                    |
| 1899 | Salange                            | Pëtr Šenk          | *                                                    |
| 1900 | Ruses d'amour                      | Aleksandr Glazunov | *                                                    |
| 1900 | Les millions d'Harlequin           | Riccardo Drigo     | *                                                    |
| 1900 | Les saisons                        | Aleksandr Glazunov | *                                                    |
| 1902 | Le miroir magique                  | Arsenij Koreščenko | Ultimo balletto realizzato                           |